# Bibala
Bibala é uma cidade e município da província do Namibe, em Angola.
O município tem 7 612 km² e cerca de 57 mil habitantes. É limitado a norte pelo município de Camucuio, a leste pelos municípios de Quilengues, Cacula, Lubango e Humpata, a sul pelo município de Virei, e a oeste pelo município de Moçâmedes.
O município é constituído pela comuna-sede, correspondente à cidade de Bibala, e pelas comunas de Caitou, Capangombe e Lola.

## História
A povoação foi fundada em 1 de fevereiro de 1912 como um acampamento operário que servia de suporte à construção do Caminho de Ferro de Moçâmedes.
Em 21 de junho de 1918 foi criada a circunscrição civil; foi elevada a concelho em 13 de dezembro de 1965.
Conservou o nome "Vila Arriaga" de sua fundação até 1975, quando passou a deter na denominação de Bibala.

## Infraestrutura
A cidade dispõe da estação ferroviária de Arriaga, do Caminho de Ferro de Moçâmedes.